# 571 Dulcinea
571 Dulcinea је астероид главног астероидног појаса чија средња удаљеност од Сунца износи 2,409 астрономских јединица (АЈ).
Апсолутна магнитуда астероида је 11,59 а геометријски албедо 0,050.